# Пјано дел Принчипе (Напуљ)
Пјано дел Принчипе је насеље у Италији у округу Напуљ, региону Кампанија.
Према процени из 2011. у насељу је живело 390 становника. Насеље се налази на надморској висини од 44 м.